# Li Na
Li Na er et kinesisk navn; efternavnet/familienavnet er Li.
Li Na (kinesisk: 李娜, pinyin: Lǐ Nà, født 26. december 1982 i Wuhan, Hubei, Kina) er en tidligere professionel tennisspiller fra Kina, der som bedst nåede en verdensranglisteplacering som nr. 2 på WTA Tour. Li vandt ni WTA-titler i sin karriere, herunder to grand slam-titler – ved French Open 2011 og Australian Open 2014.
Sejren i French Open var hendes store gennembrud. Hun var den første grand slam-vinder i single fra Asien. Inden da havde hun også været den første asiatiske spiller i en grand slam-finale, hvilket hun opnåede ved Australian Open 2011. Li var også finalist ved Australian Open 2013 og WTA Championships 2013, nåede kvartfinalen ved Wimbledon-mesterskaberne tre gange samt semifinalen ved den olympiske tennisturnering i 2008 og US Open 2013. Den bedste placering på verdensranglisten som nr. 2 opnåede hun den 17. februar 2014, men blot syv måneder senere indstillede hun karrieren på grund af vedvarende problemer med knæskader.

## Privatliv
Li Na blev født den 26. februar 1982 i Wuhan, Hubei, Kina. Hendes far, Li Shengpeng (李盛鹏), var professional badmintonspiller og arbejdede senere for sælges for et firma i Wuhan. Han døde af en sjælden hjerte-kar-sygdom, da Li Na var 14 år gammel. Hende mor er Li Yanping (李豔萍).
Som 6-årig fulgte Li Na i sin fars fodspor og begyndte at spille badminton, hvilket udviklede hendes reflekser. Umiddelbart inden sin 8 års fødselsdag blev hun overtalt til at skifte til tennis af træneren Xia Xiyao fra Wuhans ungdomstennisklub. Hendes træneres undervisningsform påvirkede imidlertid Lis selvtillid i negativ retning de senere år. Li kom med på Kinas landshold i 1997. Det følgende år gik Li med støtte fra Nike på John Newcombe Academy i Texas for at spille tennis. Efter 10 måneder vendte hun tilbage til Kina. Mens hun voksede op var hendes yndlingsspiller Andre Agassi. Hun blev professionel som 16-årig i 1999.
I slutningen af 2002 forlod Li det nationale tennisteam for at studere deltids på Huazhong University of Science and Technology (HUST), hvor hun opnåede en bachelorgrad i journalistik i 2009. De kinesiske medier angav forskellige grunde til dette. Nogle rapporterede teamets ledere var modstandere af forholdet mellem hende og hendes holdkammerat og kommende ægtemand, Jiang Shan (姜山), andre rapporterede at hendes træner, Yu Liqiao (余丽桥), var for streng og krævende, men andre hævdede at hendes ønske om en personlig træner ikke blev imødekommet. Nogle vurderede imidlertid at det bare skyldtes de helbredsproblemer, der første til hendes tilbagetrækning. New York Times rapporterede at en af grundene var at en holdleder ville have hende til at spille videre på hormonmedicin eftersom Li præsterede under niveau på grund af problemer med hormonbalancen.
Li vendte tilbage til det nationale hold i 2004. Hun blev gift med Jiang Shan den 27. januar 2006, og han blev hendes personlige træner. Li stoppede på det national hold og meldte sig ud af det statsstyrede sportssystem i 2008 under en eksperimentel reformpolitik for tennisspillere. Denne ændring blev kaldt "Fly Solo" (单飞) af de kinesiske medier. Som følge heraf fik Li frihed til at ansætte sit eget hold af trænere, og hun blev selv ansvarlig for udgifterne til træning og turneringsgebyrer. Hun fik lov til at beholde flere af sine præmiepenge, eftersom kun 8 % af hendes præmier gik til Chinese Tennis Associations udviklingsfond i modsætning til tidligere 65 %. I sommeren 2012 blev forpligtigelserne over for udviklingsfonden ophævet, hvorefter Li fik lov at beholde alle sine præmiepenge.
Li har en rose tatoveret på sit bryst, men hun holdt den i mange år skjult, fordi tatoveringer i vid udstrækning ikke er accepteret i Kina, specielt på kvinder.

## Tenniskarriere
Tekst mangler, hjælp os med at skrive teksten